# Oriole des campos
Icterus jamacaii
Espèce
Répartition géographique
Statut de conservation UICN

 LC  : Préoccupation mineure
L'Oriole des campos (Icterus jamacaii) est une espèce d'oiseau de la famille des ictéridés.

## Habitat
L’Oriole des campos fréquente les habitats xériques.  On le voit dans les savanes, les forêts décidues, la caatinga, les fruticées et les zones agricoles.

## Nidification
L’Oriole des campos ne construit pas de nid, mais vol celui d’une autre espèce.  Il préfère les nids en forme de dôme, notamment ceux de l'Annumbi fagoteur, du Cacholote roux, du Tyran quiquivi et du Fournier roux.  Il est parfois parasité par le Vacher luisant.